# Visiace skaly
Visiace skaly jsou přírodní památka SR v pohoří Považský Inovec v podcelku Krahulčí vrchy, přibližně 2,2 km jihozápadně od vrcholu Marhát (748.2 m). Nachází se v katastrálním území obce Hubina, okres Piešťany v Trnavském kraji. Vyhlášena byla v roce 1994 na rozloze 0,96 ha, bez ochranného pásma. Předmětem ochrany jsou lesní a travinná společenstva a skalnaté stepi vázané na jižní svahy v dubovém vegetačním stupni na vápencích a dolomitech, s výskytem ohrožených druhů flóry a fauny. Na území památky platí 4. stupeň ochrany.